# 金鎗六十
金鎗六十（英語：Golden Sixty），是一匹曾在香港受訓練的賽駒，馬主是陳家樑，練馬師為呂健威，騎師為何澤堯。競賽生涯中十勝國際一級賽，包括三奪香港一哩錦標（2020、2021、2023年），並創下全球賽駒最高累積獎金紀錄（1.67億港元）。該駒為香港賽馬史上首匹連續三屆（2020/21、2021/22、2022/23）榮膺香港馬王的賽駒，同時四度當選最受歡迎馬匹（2019/20至2022/23年度）及五度獲頒最佳一哩馬（2020/21至2023/24年度）。
「金鎗六十」於2019/20年度馬季橫掃四歲馬經典賽事系列全數三關（香港經典一哩賽、香港經典盃、香港打吡大賽），成為繼「佳龍駒」後香港史上第二匹「四歲三冠王」。其後更創下跨季十六連勝紀錄，並以生涯26場頭馬成為香港賽馬職業化以來勝出次數最多的賽駒。2023年2月，牠以國際評分126分位列浪琴全球最佳賽駒排行榜首位，成為首匹於該榜登頂的香港賽駒。
2024年9月13日，「金鎗六十」以九歲之齡光榮退役，香港賽馬會於同月22日在沙田馬場舉行盛大榮休儀式，並頒發終身成就獎予馬主陳家樑。該駒退役後移居日本北海道「北國優駿公園」頤養天年。其競賽生涯被譽為「體現香港精神」的傳奇，尤其在2019冠狀病毒病香港疫情期間以卓越表現振奮港人士氣。

## 傳奇成就
2023年2月26日，「金鎗六十」勝出香港金盃，取得在港出道以來第二十四場頭馬，超越1930年代香港馬王「自由灣」（Liberty Bay）在港勝出二十三場賽事的紀錄，成為香港賽馬史上勝出次數最多的賽駒。
2023年3月9日，「金鎗六十」在世界馬匹排名中以125分的評分排名第一位。
2023年4月30日，「金鎗六十」勝出冠軍一哩賽，取得該賽事三連霸、在港出道以來第二十五場頭馬，以及在港第九場國際一級賽頭馬，打破了前香港馬王「美麗傳承」在港取得八場國際一級賽頭馬的紀錄，更超越了前世界馬后「雲絲仙子」而成為了當時全球獲得最多獎金的賽駒。
2023年7月14日，「金鎗六十」第三度於當季冠軍人馬獎中獲封「香港馬王」，成為香港賽馬史上首匹連續三年獲頒此殊榮的賽駒。
2023年12月10日，「金鎗六十」第三度勝出香港一哩錦標，追平「好爸爸」三度勝出該賽事的紀錄，並取得在港出道以來第二十六場頭馬，以及在港第十場國際一級賽頭馬。

## 馬名
馬名「金鎗六十」中的「金鎗」是承襲自馬主陳家樑過去的賽駒「金錢炮」和「金鎗俠」，也採用了澳門賽馬會「金手槍賽馬團體」名義的「金槍」系，而「六十」就來自陳家樑於2018年適逢他六十歲大壽時買下牠而改的。

## 經歷

### 2018至2019年度馬季
練馬師呂健威於2017年11月於卡拉卡兩歲馬拍賣會以30萬紐元為馬主陳家樑買入馬匹「金鎗六十」，馬主也隨之安排「金鎗六十」加盟呂健威馬房。2019年3月31日，「金鎗六十」於香港首次出賽便一出即勝，打開其在港的勝利之門，鋒芒初露。「金鎗六十」其後獲升班至第三班賽事作賽，再順利連勝兩場1200米賽事，取得三連捷。可惜於7月7日嘗試增程至1400米時，因為早段出閘反應迅速導致馬匹搶口，使到末段衝刺無力，結果僅以第十名完成。騎師何澤堯接受競賽董事查詢時指，「金鎗六十」首次出戰1400米賽事，他相信馬匹於日後可應付1400米賽事，但需要放鬆來跑。這也是「金鎗六十」惟一一次失去獎金名次的比賽。

### 2019至2020年度馬季
2019至2020年度馬季，「金鎗六十」踏入四歲，表現更見大熟大勇，並進軍級制賽及四歲系列經典賽舞台。「金鎗六十」在勝出三場普通讓賽後，在何澤堯胯下接連攻下三級賽華商會挑戰盃、及四歲經典系列賽首兩關香港經典一哩賽及香港經典盃。截至2020年2月23日，「金鎗六十」已在該季連勝六場，並取得在港上陣十戰九勝的超卓戰績。到3月22日，「金鎗六十」進擊香港打吡大賽。雖然早段處於不利情況下，更被「幸福掌聲」以特殊戰術首先發難，但「金鎗六十」最後仍在最後400米以21.83秒的強橫後勁追過「幸福掌聲」，奪下香港打吡大賽。繼2017年「佳龍駒」後，首匹完成四歲馬系列三冠的佳駟，同時亦以2分00秒15打破自香港寶馬打吡大賽增程至2000米後的紀錄時間(及至2024年度被大至尊以0.3秒之差刷新)。隨後雖然一度打算乘勝出戰女皇盃，但練馬師呂健威以馬匹需要休賽為由決定退出賽事。

### 2020至2021年度馬季
歇暑之後，「金鎗六十」在三級賽慶典盃復出，以輕鬆姿態擊敗前馬王「美麗傳承」及「勝得精彩」。其後，「金鎗六十」接連贏得沙田錦標及馬會一哩錦標兩項二級賽。隨後「金鎗六十」劍指香港一哩錦標。雖然「金鎗六十」需要應付多匹海外馬匹的挑戰，不過仍以兩個馬位之先輕鬆拋離「川河尊駒」和日本代表「頌讚火星」，取下第一場一級賽勝利，並十一連捷。 
踏入2021年，「金鎗六十」首先角逐香港三冠大賽的首關董事盃，以頸位之差險勝「川河尊駒」。其後，「金鎗六十」再挑戰次關香港金盃，應對中距離好手「添滿意」及應屆馬王「時時精䌽」。並與「添滿意」上演一場驚險的捕捉戰，最後短馬頭位之差險勝。稍事休息過後，「金鎗六十」在4月末出戰冠軍一哩賽。在直路上以近乎無敵姿態輕鬆排眾而前，但接近終點時則要應付「幸福笑容」的強烈後勁追近。最後仍以以馬頭位之差險勝，全季7戰全勝並跨季十四連捷。隨後，雖然一度打算出戰香港冠軍暨遮打盃，以挑戰成為繼「翠河」之後另一匹香港三冠馬王，但練馬師呂健威以馬匹生理原因為由，決定休養。不過這一決定無阻「金鎗六十」榮膺該馬季的「香港馬王」、「最佳一哩馬」及「最佳中距離馬」的殊榮。
- 2020年9月27日，「金鎗六十」於沙田馬場競逐當季慶典盃賽事，騎師為何澤堯

### 2021至2022年度馬季
「金鎗六十」在新馬季首先以二級賽馬會一哩錦標為目標，結果在不費吹灰之力之下以以一個馬位擊敗「夏威夷」及應屆打吡冠軍「達心星」。隨後再次出戰香港一哩錦標。雖然排檔上不利「金鎗六十」慣常的後上跑法，但仍在最後直路成功衝出馬群，大勝來自日本的佳駟「野田賢君」、「冠軍車手」、「戰舞者」和「陳年美酒」，以及來自愛爾蘭的佳駟「后土」等賽駒，打破兩匹前馬王「精英大師」和「美麗傳承」的紀錄，成為香港賽馬職業化以來勝利次數最多的賽駒。
在香港一哩錦標之後，「金鎗六十」再度角逐董事盃。不過由於賽事被「夏威夷」採取慢步速戰略影響，即使施展最後400米以21.95秒的強橫後勁，最終仍以四分之三馬位之差敗於「夏威夷」之手。令「金鎗六十」無法打破「精英大師」所保持的十七場連勝紀錄。一個月後，「金鎗六十」在冷雨中角逐香港金盃。不過由於場地太軟不利於展步追趕，僅取得第三名，敗於「將王」五又二分之一個馬位。
短暫休養之後，「金鎗六十」出戰二級賽主席錦標，並採取較主動跑法之下以兩個馬位之差反勝「將王」，令「金鎗六十」成為香港賽馬史上第二匹突破一億元獎金賽駒。隨後「金鎗六十」力爭衛冕冠軍一哩賽。雖然需要面對應屆香港打吡大賽亞軍「加州星球」的挑戰，但仍以二個馬位輕取勝利並成為當時香港賽馬史上贏得最多獎金的馬匹。賽後，「金鎗六十」曾部署出戰日本安田紀念，但由於中暑而提早歇暑休養。季末，在冠軍人馬獎之中再度榮膺該馬季的「香港馬王」及「最佳一哩馬」的殊榮。

### 2022至2023年度馬季
進入新馬季，「金鎗六十」以馬會一哩錦標作復出熱身賽，結果在終點前五十米越過「加州星球」第三度勝出馬會一哩錦標。其後「金鎗六十」衝擊香港一哩錦標三連霸的紀錄。但在中段步速變化加上場地稍不利追趕之下，以頸位之差不敵「加州星球」，無法如「好爸爸」締造香港一哩錦標三連霸。
踏入2023年，「金鎗六十」第三度挑戰董事盃，但需對決「加州星球」及應屆香港打吡大賽、女皇盃及香港盃冠軍「浪漫勇士」，面對生涯最大考驗，大熱門位置讓給浪漫勇士。結果在這一場夢幻對決之中，「金鎗六十」採取主動，在最後直路上一舉擊破「加州星球」及「浪漫勇士」，再度勝出董事盃。其後乘勝再戰香港金盃，在「浪漫勇士」的發揮有小失誤之下，在終點前趕過「浪漫勇士」，以頭位之差勝出，超越「自由灣」，成為香港賽馬史上勝出次數最多的賽駒。
2023年3月9日，「金鎗六十」在國際賽馬聯盟的世界馬匹排名中以125分的國際評分，暫時排名第一位。隨後「金鎗六十」向冠軍一哩賽三連霸目標衝擊，應對應屆香港打吡大賽冠軍「遨遊氣泡」及其他對手的挑戰。「金鎗六十」在進入直路前已經取得優勢，在直路上輕鬆排眾而前，最後以一個半馬位取勝，完成冠軍一哩賽三連霸，並打破前香港馬王「美麗傳承」在港取得八場一級賽頭馬及由前世界馬后「雲絲仙子」保持的全球獲得最多獎金賽駒之紀錄。季末，「金鎗六十」在冠軍人馬獎之中連續第三年榮膺本馬季的「香港馬王」及「最佳一哩馬」，成就香港賽馬史上前無古人的偉業。
- 2022年12月11日，「金鎗六十」於沙田馬場競逐當季香港一哩錦標賽事，騎師為何澤堯
- 2022年12月11日，「金鎗六十」於沙田馬場競逐當季香港一哩錦標賽事，最終以頸位之差不敵「加州星球」
- 2023年董事盃，「金鎗六十」追過「加州星球」後取下領先奠定勝局
- 2023年4月30日，何澤堯於沙田馬場策騎「金鎗六十」出戰冠軍一哩賽
- 2023年4月30日，何澤堯於沙田馬場策騎「金鎗六十」勝出冠軍一哩賽

### 2023至2024年度馬季
「金鎗六十」在本馬季進入8歲之齡，並決定直接出戰香港一哩錦標而不作任何熱身。在香港一哩錦標賽前，馬主陳家樑表示在本季賽事之後，「金鎗六十」將安排退役並往日本退休，期間只會出戰三場賽事。在出戰香港一哩錦標時，雖然並沒有任何熱身，跑法亦受制於14檔，但在進入直路前，「金鎗六十」迅速望空，並再次展現強橫後勁，一度拋離主馬群三個馬位。最後以一又兩分之一馬位之差，擊敗應屆香港打吡大賽冠軍「遨遊氣泡」及一眾本地與海外對手，第三度勝出香港一哩錦標，並追平「好爸爸」三度勝出該賽事的紀錄。一級賽紀錄增至10場。
「金鎗六十」原定計劃出戰董事盃，但因傷避戰。休息逾四個月後參戰富衛保險冠軍一哩賽賽事，唯賽日場地狀況爲黏地，最終「金鎗六十」不敵「永遠美麗」屈居第四，終結自2019至2020年度馬季起連續26場跑入前三的紀錄。
2024年7月12日，「金鎗六十」於當季冠軍人馬獎頒獎典禮上，第四度獲頒「最佳一哩馬」殊榮。
- 2023年12月10日，「金鎗六十」於沙田馬場勝出當季香港一哩錦標賽事
- 2023年12月10日，於沙田馬場「2023年香港國際賽事」賽馬日上的「香港一哩錦標」頒獎典禮，勝出馬匹金鎗六十
- 2024年4月28日，「金鎗六十」於沙田馬場競逐冠軍一哩賽

### 2024至2025年度馬季及退役
「金鎗六十」於馬季2024至2025年度馬季繼續留在呂健威馬房。於新馬季開鑼前傳出「金鎗六十」退役的消息傳出來之前，一直以四奪香港一哩錦標為首要目標。9月5日《星島日報》馬經版指金鎗六十準備退役。9月13日，香港賽馬會正式宣佈「金鎗六十」從香港現役馬名單中除名，由是金鎗六十正式退役。 馬會並於9月22日沙田馬場賽馬日期間為其舉行榮休歡送儀式，封其為「香港傳奇馬王」，以及向其頒發冠軍人馬獎「終身成就獎」。
- 2024年9月22日，「金鎗六十」於沙田馬場舉行的榮休歡送儀式上，最後一次在公眾面前亮相

## 退役後
金鎗六十在2024年10月21日前往澳洲檢疫，然後再前往Arrowfield Stud逗留一段時間，在2025年2月8日抵達日本社台集團旗下位於北海道安平町的北方牧場頤養天年，成為第一匹前往日本退役的香港賽駒。

## 總賽績
| 日期 | 日期 | 日期 | 馬場 | 賽事名稱       | 賽事級別 | 獨贏賠率 | 名次/出馬 | 騎師   | 負磅(磅) | 路程（場地狀況）     | 完成時間 | 與頭馬距離 | 冠軍（亞軍）        | 馬匹體重(磅) |
| ---- | ---- | ---- | ---- | -------------- | -------- | -------- | --------- | ------ | -------- | -------------------- | -------- | ---------- | ------------------- | ------------ |
| 2019 | 03   | 31   | 沙田 | 第四班讓賽     | 4        | 2.7      | 1/11      | 何澤堯 | 123      | 草地1200米（好）     | 1:09.56  | 1-1/2      | (明駿之星)          | 1101         |
| 2019 | 04   | 28   | 沙田 | 第三班讓賽     | 3        | 2.9      | 1/14      | 何澤堯 | 116      | 草地1200米（好）     | 1:09.03  | 頸位       | (同樂日)            | 1075         |
| 2019 | 06   | 08   | 沙田 | 第三班讓賽     | 3        | 1.8      | 1/14      | 何澤堯 | 121      | 草地1200米（好至快） | 1:09.09  | 1/2        | (牛角仔)            | 1066         |
| 2019 | 07   | 07   | 沙田 | 第三班讓賽     | 3        | 2.5      | 10/14     | 何澤堯 | 128      | 草地1400米（好至快） | 1:21.88  | 2          | 將耀                | 1086         |
| 2019 | 09   | 01   | 沙田 | 第三班讓賽     | 3        | 4.7      | 1/9       | 何澤堯 | 130      | 草地1200米（好）     | 1:08.47  | 1-1/4      | (牛角仔)            | 1061         |
| 2019 | 10   | 20   | 沙田 | 第二班讓賽     | 2        | 2.4      | 1/13      | 何澤堯 | 116      | 草地1400米（好至快） | 1:20.29  | 1-1/4      | (安騏)              | 1072         |
| 2019 | 11   | 23   | 沙田 | 第二班讓賽     | 2        | 1.9      | 1/14      | 何澤堯 | 133      | 草地1400米（好至快） | 1:21.01  | 1-1/4      | (力奇先鋒)          | 1065         |
| 2020 | 01   | 01   | 沙田 | 華商會挑戰盃   | G3       | 1.6      | 1/8       | 何澤堯 | 116      | 草地1400米（好）     | 1:20.70  | 2          | (載譽歸來)          | 1070         |
| 2020 | 01   | 27   | 沙田 | 香港經典一哩賽 | 4YO      | 1.8      | 1/9       | 何澤堯 | 126      | 草地1600米（好）     | 1:33.61  | 1-1/4      | (幸福笑容)          | 1059         |
| 2020 | 02   | 23   | 沙田 | 香港經典盃     | 4YO      | 2.2      | 1/10      | 何澤堯 | 126      | 草地1800米（好）     | 1:45.88  | 1/2        | (勝得精彩)          | 1071         |
| 2020 | 03   | 22   | 沙田 | 香港打吡大賽   | 4YO      | 1.7      | 1/14      | 何澤堯 | 126      | 草地2000米（好至快） | 2:00.15  | 頸位       | (幸福掌聲)          | 1068         |
| 2020 | 09   | 27   | 沙田 | 慶典盃         | G3       | 1.8      | 1/11      | 何澤堯 | 115      | 草地1400米（好）     | 1:20.54  | 1-3/4      | (美麗傳承&勝得精彩) | 1091         |
| 2020 | 10   | 18   | 沙田 | 沙田錦標       | G2       | 1.3      | 1/12      | 何澤堯 | 123      | 草地1600米（好至快） | 1:33.37  | 1/2        | (嘉應之星)          | 1100         |
| 2020 | 11   | 22   | 沙田 | 馬會一哩錦標   | G2       | 1.1      | 1/7       | 何澤堯 | 123      | 草地1600米（好至快） | 1:32.91  | 1-1/2      | (嘉應之星)          | 1104         |
| 2020 | 12   | 13   | 沙田 | 香港一哩錦標   | G1       | 1.3      | 1/10      | 何澤堯 | 126      | 草地1600米（好）     | 1:33.45  | 2          | (川河尊駒)          | 1102         |
| 2021 | 01   | 24   | 沙田 | 董事盃         | G1       | 1.2      | 1/8       | 何澤堯 | 126      | 草地1600米（好）     | 1:33.35  | 頸位       | (川河尊駒)          | 1087         |
| 2021 | 02   | 21   | 沙田 | 香港金盃       | G1       | 1.3      | 1/7       | 何澤堯 | 126      | 草地2000米（好）     | 2:00.25  | 短馬頭位   | (添滿意)            | 1102         |
| 2021 | 04   | 25   | 沙田 | 冠軍一哩賽     | G1       | 1.2      | 1/6       | 何澤堯 | 126      | 草地1600米（好）     | 1:33.45  | 頭位       | (幸福笑容)          | 1094         |
| 2021 | 11   | 21   | 沙田 | 馬會一哩錦標   | G2       | 1.1      | 1/7       | 何澤堯 | 128      | 草地1600米（好）     | 1:34.55  | 1          | (夏威夷)            | 1109         |
| 2021 | 12   | 12   | 沙田 | 香港一哩錦標   | G1       | 1.3      | 1/11      | 何澤堯 | 126      | 草地1600米（好）     | 1:33.86  | 1-3/4      | (幸福笑容)          | 1116         |
| 2022 | 01   | 23   | 沙田 | 董事盃         | G1       | 1        | 2/7       | 何澤堯 | 126      | 草地1600米（好）     | 1:34.96  | 3/4        | 夏威夷              | 1117         |
| 2022 | 02   | 20   | 沙田 | 香港金盃       | G1       | 1.4      | 3/10      | 何澤堯 | 126      | 草地2000米（黏）     | 2:04.98  | 5-1/2      | 將王                | 1130         |
| 2022 | 04   | 03   | 沙田 | 主席錦標       | G2       | 1.6      | 1/12      | 何澤堯 | 128      | 草地1600米（好）     | 1:32.96  | 2          | (將王)              | 1129         |
| 2022 | 04   | 24   | 沙田 | 冠軍一哩賽     | G1       | 1.4      | 1/8       | 何澤堯 | 126      | 草地1600米（好至快） | 1:32.81  | 2          | (加州星球)          | 1130         |
| 2022 | 11   | 20   | 沙田 | 馬會一哩錦標   | G2       | 2        | 1/7       | 何澤堯 | 128      | 草地1600米（好至快） | 1:34.02  | 頸位       | (加州星球)          | 1123         |
| 2022 | 12   | 11   | 沙田 | 香港一哩錦標   | G1       | 1.5      | 2/9       | 何澤堯 | 126      | 草地1600米（好）     | 1.33.48  | 頸位       | 加州星球            | 1129         |
| 2023 | 01   | 29   | 沙田 | 董事盃         | G1       | 2.5      | 1/7       | 何澤堯 | 126      | 草地1600米（好）     | 1:33.99  | 1          | (浪漫勇士)          | 1132         |
| 2023 | 02   | 26   | 沙田 | 香港金盃       | G1       | 2.3      | 1/7       | 何澤堯 | 126      | 草地2000米（好至快） | 1:59.98  | 頭位       | (浪漫勇士)          | 1130         |
| 2023 | 04   | 30   | 沙田 | 冠軍一哩賽     | G1       | 1.4      | 1/8       | 何澤堯 | 126      | 草地1600米（好）     | 1:33.34  | 1-1/2      | (美麗同享)          | 1115         |
| 2023 | 12   | 10   | 沙田 | 香港一哩錦標   | G1       | 1.4      | 1/14      | 何澤堯 | 126      | 草地1600米（好）     | 1:34.10  | 1-1/2      | (遨遊氣泡)          | 1125         |
| 2024 | 04   | 28   | 沙田 | 冠軍一哩賽     | G1       | 1.5      | 4/11      | 何澤堯 | 126      | 草地1600米（黏）     | 1:34.10  | 3-1/4      | 永遠美麗            | 1132         |

## 在港勝出賽事全紀錄
| 比賽日期   | 賽事名稱                     | 賽事班次 | 賽道 | 賽事路程 | 比賽馬場 | 名次 | 完成時間 | 騎師   |
| ---------- | ---------------------------- | -------- | ---- | -------- | -------- | ---- | -------- | ------ |
| 31/03/2019 | 青山灣讓賽                   | 第四班   | 草地 | 1200米   | 沙田馬場 | 1    | 1:09.56  | 何澤堯 |
| 28/04/2019 | 富衛保險永強讓賽             | 第三班   | 草地 | 1200米   | 沙田馬場 | 1    | 1:09.03  | 何澤堯 |
| 08/06/2019 | 薄扶林郊野公園讓賽           | 第三班   | 草地 | 1200米   | 沙田馬場 | 1    | 1:09.09  | 何澤堯 |
| 01/09/2019 | 大東山讓賽                   | 第三班   | 草地 | 1200米   | 沙田馬場 | 1    | 1:08.47  | 何澤堯 |
| 20/10/2019 | IWC卓越讓賽                  | 第二班   | 草地 | 1400米   | 沙田馬場 | 1    | 1:20.29  | 何澤堯 |
| 23/11/2019 | 其士物業投資讓賽             | 第二班   | 草地 | 1400米   | 沙田馬場 | 1    | 1:21.01  | 何澤堯 |
| 01/01/2020 | 華商會挑戰盃（讓賽）         | G3       | 草地 | 1400米   | 沙田馬場 | 1    | 1:20.70  | 何澤堯 |
| 27/01/2020 | 香港經典一哩賽               | 四歲馬   | 草地 | 1600米   | 沙田馬場 | 1    | 1:33.61  | 何澤堯 |
| 23/02/2020 | 香港經典盃                   | 四歲馬   | 草地 | 1800米   | 沙田馬場 | 1    | 1:45.88  | 何澤堯 |
| 22/03/2020 | 寶馬香港打吡大賽2020         | 四歲馬   | 草地 | 2000米   | 沙田馬場 | 1    | 2:00.15  | 何澤堯 |
| 27/09/2020 | 慶典盃（讓賽）               | G3       | 草地 | 1400米   | 沙田馬場 | 1    | 1:20.54  | 何澤堯 |
| 18/10/2020 | 東方表行沙田錦標（讓賽）     | G2       | 草地 | 1600米   | 沙田馬場 | 1    | 1:33.37  | 何澤堯 |
| 22/11/2020 | 馬會一哩錦標                 | G2       | 草地 | 1600米   | 沙田馬場 | 1    | 1:32.91  | 何澤堯 |
| 13/12/2020 | 浪琴表香港一哩錦標           | G1       | 草地 | 1600米   | 沙田馬場 | 1    | 1:33.45  | 何澤堯 |
| 24/01/2021 | 董事盃                       | G1       | 草地 | 1600米   | 沙田馬場 | 1    | 1:33.35  | 何澤堯 |
| 21/02/2021 | 花旗銀行香港金盃             | G1       | 草地 | 2000米   | 沙田馬場 | 1    | 2:00.25  | 何澤堯 |
| 25/04/2021 | 富衛保險冠軍一哩賽           | G1       | 草地 | 1600米   | 沙田馬場 | 1    | 1:33.45  | 何澤堯 |
| 21/11/2021 | 中銀香港私人財富馬會一哩錦標 | G2       | 草地 | 1600米   | 沙田馬場 | 1    | 1:34.55  | 何澤堯 |
| 12/12/2021 | 浪琴表香港一哩錦標           | G1       | 草地 | 1600米   | 沙田馬場 | 1    | 1:33.86  | 何澤堯 |
| 03/04/2022 | 主席錦標                     | G2       | 草地 | 1600米   | 沙田馬場 | 1    | 1:32.96  | 何澤堯 |
| 24/04/2022 | 富衛保險冠軍一哩賽           | G1       | 草地 | 1600米   | 沙田馬場 | 1    | 1:32.81  | 何澤堯 |
| 20/11/2022 | 中銀香港私人財富馬會一哩錦標 | G2       | 草地 | 1600米   | 沙田馬場 | 1    | 1.34.02  | 何澤堯 |
| 29/01/2023 | 董事盃                       | G1       | 草地 | 1600米   | 沙田馬場 | 1    | 1:33.99  | 何澤堯 |
| 26/02/2023 | 花旗銀行香港金盃             | G1       | 草地 | 2000米   | 沙田馬場 | 1    | 1:59.98  | 何澤堯 |
| 30/04/2023 | 富衛保險冠軍一哩賽           | G1       | 草地 | 1600米   | 沙田馬場 | 1    | 1:33.34  | 何澤堯 |
| 10/12/2023 | 浪琴香港一哩錦標             | G1       | 草地 | 1600米   | 沙田馬場 | 1    | 1:34.10  | 何澤堯 |

## 在港一級賽出賽全紀錄
| 比賽日期   | 賽事名稱           | 賽事班次 | 賽道 | 賽事路程 | 比賽馬場 | 名次 | 完成時間 | 騎師   |
| ---------- | ------------------ | -------- | ---- | -------- | -------- | ---- | -------- | ------ |
| 13/12/2020 | 浪琴表香港一哩錦標 | G1       | 草地 | 1600米   | 沙田馬場 | 1    | 1:33.45  | 何澤堯 |
| 24/01/2021 | 董事盃             | G1       | 草地 | 1600米   | 沙田馬場 | 1    | 1:33.35  | 何澤堯 |
| 21/02/2021 | 花旗銀行香港金盃   | G1       | 草地 | 2000米   | 沙田馬場 | 1    | 2:00.25  | 何澤堯 |
| 25/04/2021 | 富衛保險冠軍一哩賽 | G1       | 草地 | 1600米   | 沙田馬場 | 1    | 1:33.45  | 何澤堯 |
| 12/12/2021 | 浪琴表香港一哩錦標 | G1       | 草地 | 1600米   | 沙田馬場 | 1    | 1:33.86  | 何澤堯 |
| 23/01/2022 | 董事盃             | G1       | 草地 | 1600米   | 沙田馬場 | 2    | 1:34.96  | 何澤堯 |
| 20/02/2022 | 花旗銀行香港金盃   | G1       | 草地 | 2000米   | 沙田馬場 | 3    | 2:04.98  | 何澤堯 |
| 24/04/2022 | 富衛保險冠軍一哩賽 | G1       | 草地 | 1600米   | 沙田馬場 | 1    | 1:32.81  | 何澤堯 |
| 11/12/2022 | 浪琴香港一哩錦標   | G1       | 草地 | 1600米   | 沙田馬場 | 2    | 1:33.48  | 何澤堯 |
| 29/01/2023 | 董事盃             | G1       | 草地 | 1600米   | 沙田馬場 | 1    | 1:33.99  | 何澤堯 |
| 26/02/2023 | 花旗銀行香港金盃   | G1       | 草地 | 2000米   | 沙田馬場 | 1    | 1:59.98  | 何澤堯 |
| 30/04/2023 | 富衛保險冠軍一哩賽 | G1       | 草地 | 1600米   | 沙田馬場 | 1    | 1:33.34  | 何澤堯 |
| 10/12/2023 | 浪琴香港一哩錦標   | G1       | 草地 | 1600米   | 沙田馬場 | 1    | 1:34.10  | 何澤堯 |
| 28/04/2024 | 富衛保險冠軍一哩賽 | G1       | 草地 | 1600米   | 沙田馬場 | 4    | 1:35.04  | 何澤堯 |

## 血統背景
父親為美國名馬Medaglia d'Oro（金獎章），祖父為英國及愛爾蘭的大種馬El Prado，血統出自Sadler's Wells（鞍匠井）之系。競賽生涯中取得17戰8冠7亞的成績，勝利的一級賽為2002年卓華斯錦標、2003年韋特尼錦標和2004年多恩讓賽，2004年參加杜拜世界杯拿到第二名。於2004年退役為種馬，出色的子嗣當中除了金鎗六十之外，還有2009年美國年度代表馬Rachel Alexandra（歷山小姐），和2015年美國冠軍兩歲牝馬得主Songbird這兩匹有名的雌馬，澳洲2015年金拖鞋大賽冠軍雄馬Vancouver，還有參加過2017年香港瓶得第二名，然後在同年的育馬者盃草地大賽得到冠軍的法國雄馬攻心如焚（Talismaniac）。
母親Gaudeamus的父親是美國有名種馬Distorted Humor（歪趣），母父為美國三冠王Seattle Slew。競賽生涯中有11場賽事得三冠一季的成績，一場大獎賽為2006年愛爾蘭二級賽Debutante錦標的冠軍。由於金鎗六十的突出表現，令到從她繁殖出來的馬匹身價大增，Gaudeamus最近與澳洲2016年金拖鞋錦標冠軍Capitalist配種生下的雌馬，於黃金海岸Magic Millions拍賣會中以$425,000澳幣成交賣出（與半兄金鎗六十的120,000澳元相比）。

## 外部連結
- . 2020-01-01  [2020-01-01]. （原始内容存档于2020-08-12）.
- . 2020-01-27  [2020-01-27]. （原始内容存档于2021-01-27）.
- . 2020-02-23  [2020-02-23]. （原始内容存档于2020-07-01）.
- . 2020-03-22  [2020-03-22]. （原始内容存档于2020-08-24）.
- . 2020-09-27  [2020-09-27].
- . 2020-10-18  [2020-10-18].
- . 2020-11-22  [2020-11-22]. （原始内容存档于2021-02-04）.
- . 2020-12-13  [2020-12-13].
- . 2021-01-24  [2021-01-24]. （原始内容存档于2021-01-31）.
- . 2021-02-21  [2021-02-21]. （原始内容存档于2021-11-26）.
- . 2021-04-25  [2021-04-25]. （原始内容存档于2021-04-28）.
- . 2021-07-13  [2021-07-13]. （原始内容存档于2022-06-04）.
- . 2021-11-21  [2021-11-21]. （原始内容存档于2022-05-01）.
- . 2021-12-12  [2021-12-12]. （原始内容存档于2022-06-16）.
- . 2022-04-08  [2022-04-08]. （原始内容存档于2022-06-16）.
- . 2022-04-24  [2022-04-24]. （原始内容存档于2022-06-16）.
- . 2022-07-15  [2022-07-15]. （原始内容存档于2022-11-26）.
- . 2022-11-20  [2022-11-20]. （原始内容存档于2023-02-03）.
- . 2023-01-29  [2023-01-29]. （原始内容存档于2023-02-18）.
- . 2023-02-26  [2023-02-26]. （原始内容存档于2023-03-06）.
- . 2023-04-30  [2023-04-30]. （原始内容存档于2023-05-07）.
- . 2023-12-10  [2023-12-10]. （原始内容存档于2023-12-11）.
- . 2024-09-13  [2024-09-13]. （原始内容存档于2024-09-13）.
- . 2024-09-13  [2024-09-13]. （原始内容存档于2024-09-13）.